# Izu (Shizuoka)
Izu (伊豆市?, Izu-shi) è una città giapponese della prefettura di Shizuoka.

## Storia
Il 1º aprile 2004 le città di Amagiyugashima, Nakaizu, Shuzenji e Toi, tutte città del distretto di Tagata, formarono la città di Izu.

## Impianti sportivi
- Velodromo di Izu